# St. Germanus (Wesseling)

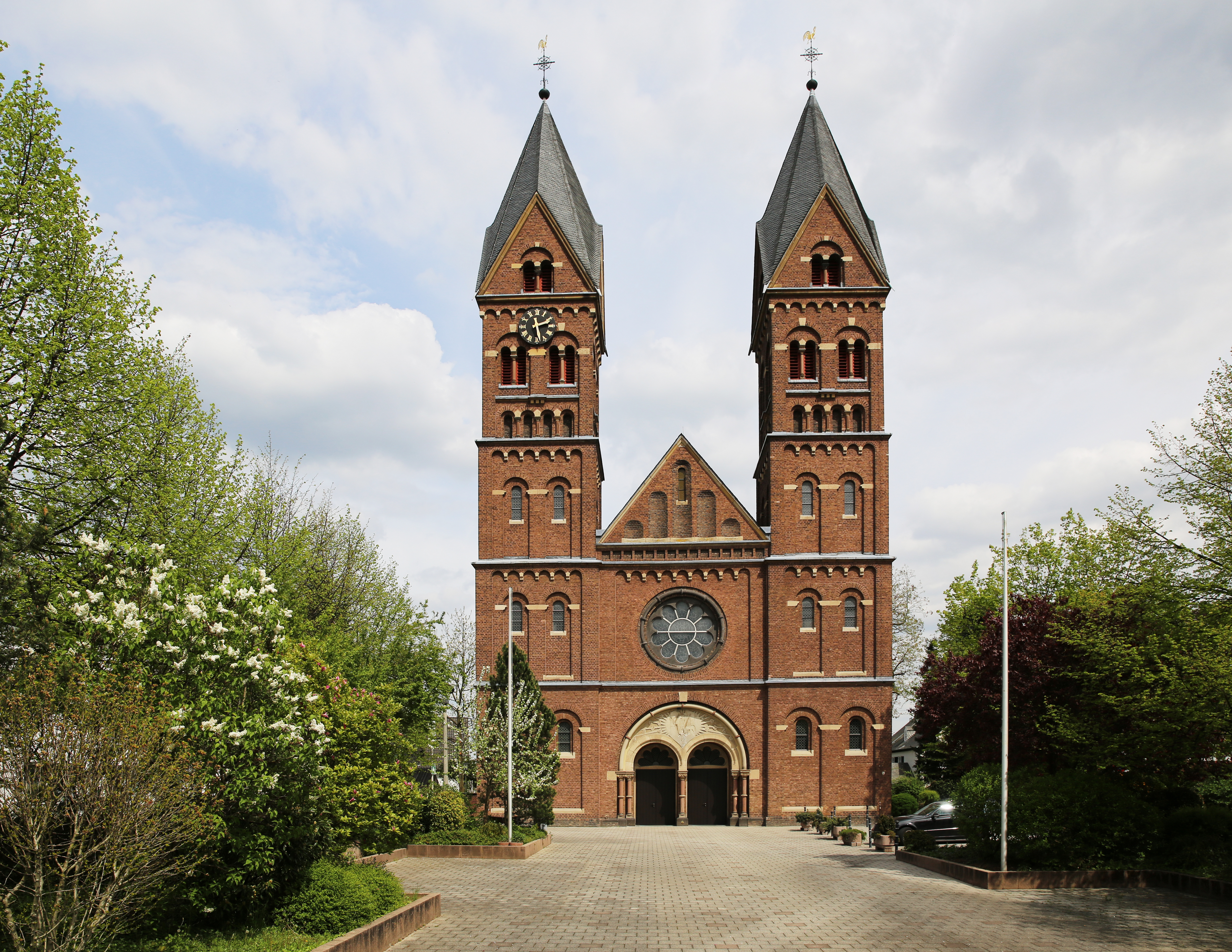
Kirche St. Germanus

Die Kirche St. Germanus ist ein katholisches Gotteshaus in Wesseling im Rhein-Erft-Kreis. Sie ist Sitz der gleichnamigen Pfarrgemeinde in der Seelsorgeeinheit Wesseling.

## Geschichte
Die ersten Erwähnungen einer Kirche in „Waslicia“ (Wesseling) stammt aus dem 10. Jahrhundert. Dieser Bau wurde spätestens 1733/34 erneuert. Die heutige Kirche baute der Architekt Theodor Kremer zwischen 1891 und 1894 als dreischiffige Basilika mit zwei Türmen. Sie steht vermutlich 500 m südlich der Vorgängerbauten auf einem hochwassersicheren Gelände direkt am Rhein. Die einzige bauliche Veränderung ist der 1966 an der Südseite errichtete Sakristeiraum.

## Ausstattung
Von dem Maler Eduard Horst stammen acht Fenster in den Seitenschiffen, zwei im Querschiff, fünf im Chor und zwei im Obergaden sowie die Rosette auf der Orgelempore aus den Jahren 1958 bis 1963.
Zwei Fenster in der Beichtkapelle schuf im Jahr 1963 der Kölner Künstler Will Thonett.
Aus dem Jahr 1977 stammt der vom Wesselinger Künstler Paul Nagel entworfene Altar. Eine Höhenmarke der preußischen Landesaufnahme 1911 befindet sich neben dem westlichen Eingang.

## Orgel

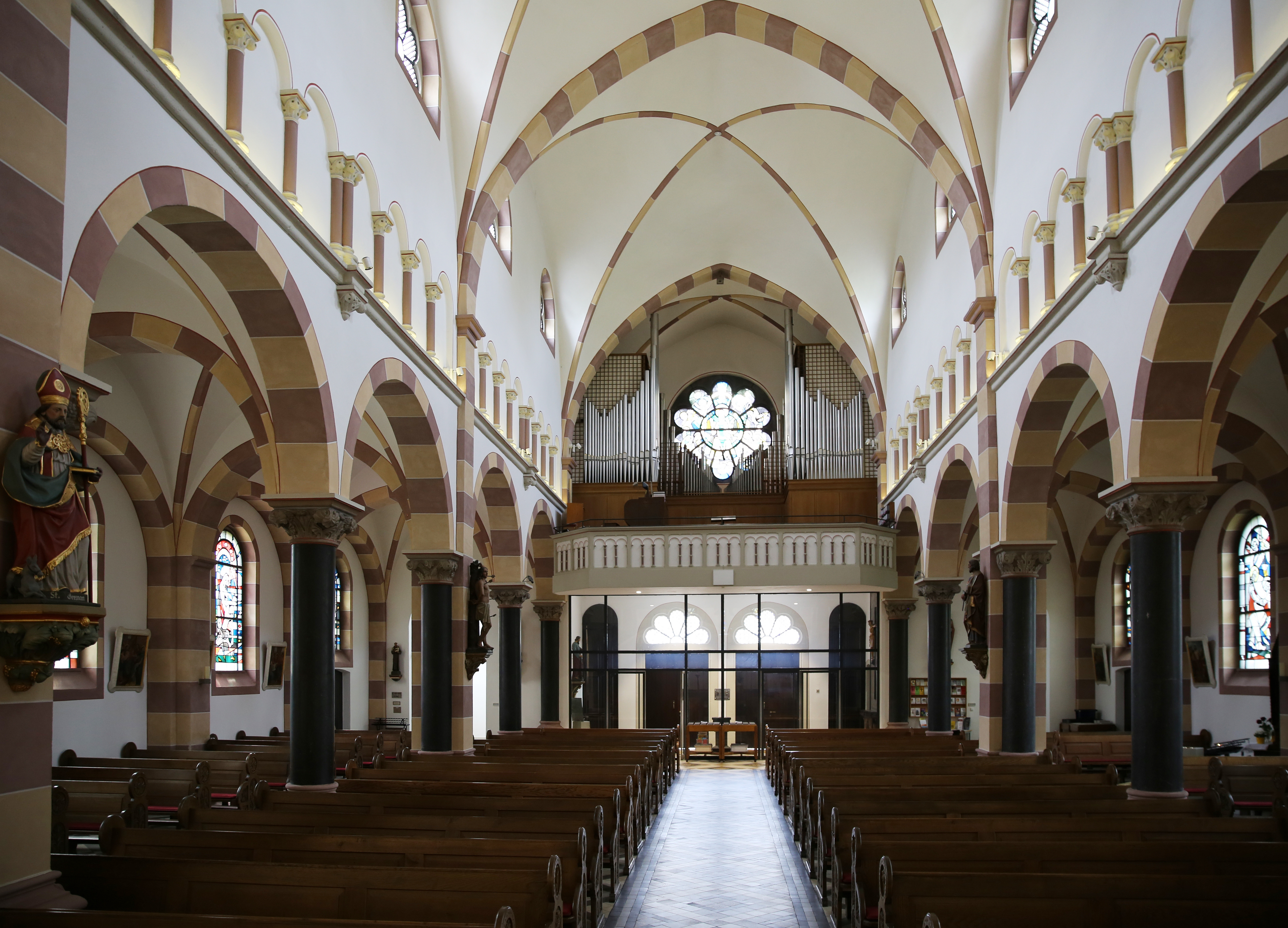
Die Orgelempore

Die Kirchengemeinde erwarb 1820 eine kleine, gebrauchte Orgel mit drei Registern des Kölner Orgelbauers Engelbert Maaß, die 1894 in den Kirchenneubau übernommen wurde. Johannes Klais baute 1925 als Opus 640 ein neues Instrument im Stil der deutschen Spätromantik mit pneumatischen Kegelladen und 23 Registern auf zwei Manualen und Pedal. Im Jahr 1964 wurde die Orgel auf drei Manuale und 30 klingende Stimmen erweitert, 1976 wurden zwei Register erneuert und 2013 vier Register aus einer abgelegten Klais-Orgel eingebaut. Seitdem lautet die Disposition mit 32 Registern und zwei Transmissionen wie folgt:
| I Brustwerk C–g3 |                 |       |
| 1.               | Holzgedackt     | 8′    |
| 2.               | Sologambe       | 8′    |
| 3.               | Praestant       | 4′    |
| 4.               | Rohrflöte       | 4′    |
| 5.               | Principal       | 2′    |
| 6.               | Sifflöte        | 1 ⁄3′ |
| 7.               | Terzept II      | 1 ⁄7′ |
| 8.               | Scharfzymbel IV |       |
| 9.               | Krummhorn       | 8′    |
| Tremolo          |                 |       |

| II Hauptwerk C–g3 |              |       |
| 10.               | Principal    | 8′    |
| 11.               | Konzertflöte | 8′    |
| 12.               | Oktav        | 4′    |
| 13.               | Quinte       | 2 ⁄3′ |
| 14.               | Waldflöte    | 2′    |
| 15.               | Mixtur IV    |       |
| 16.               | Trompete     | 8′    |

| III Schwellwerk C–g3 |                 |     |
| 17.                  | Bordun          | 16′ |
| 18.                  | Geigenprincipal | 8′  |
| 19.                  | Bordunalflöte   | 8′  |
| 20.                  | Principal       | 4′  |
| 21.                  | Traversflöte    | 4′  |
| 22.                  | Piccolo         | 2′  |
| 23.                  | Cornett III     |     |
| 24.                  | Schwebung II    | 8′  |
| 25.                  | Acuta II–IV     |     |
| 26.                  | Horn            | 8′  |

| Pedal C–f1 |               |     |
| 27.        | Prinzipalbass | 16′ |
| 28.        | Subbass       | 16′ |
| 29.        | Principal     | 8′  |
| 30.        | Bordun        | 8′  |
| 31.        | Salicetbass   | 8′  |
| 32.        | Principal     | 4′  |
| 33.        | Horn          | 8′  |
| 34.        | Posaune       | 16′ |

- Koppeln: I/II, III/I, III/II, I/P, II/P, III/P
- Spielhilfen: 100.000fache Setzeranlage, 3 freie und 3 feste Kombinationen (p, f, Tutti), freie Pedalkombination, Zungenabsteller, Schwelltritt III, Register-Crescendo (Walze)

## Glocken
Im Nordturm der Kirche hängt seit 1964 ein vierstimmiges Glockengeläut aus Bronzeglocken der Glockengießerei Petit & Gebr. Edelbrock, Gescher/Westfalen.
Übersicht
| Glocke | Name     | Schlagton | Gewicht | Durchmesser | Inschrift                                                                         |
| ------ | -------- | --------- | ------- | ----------- | --------------------------------------------------------------------------------- |
| 1      | Germanus | e’-4      | 1300 kg | 1257 mm     | + ST. GERMANUS HEIßE ICH, ZUM DIENSTE GOTTES RUFE ICH.                            |
| 2      | Maria    | fis’-4    | 850 kg  | 1115 mm     | + MARIA, GOTTESMUTTER HEIßE ICH, ZU EUERER MUTTER ERWÄHLET MICH.                  |
| 3      | Josef    | gis’-4    | 550 kg  | 0980 mm     | + ST. JOSEF REICH UNS DEINE HAND, UND FÜHRE UNS INS BESSERE LAND.                 |
| 4      | Lucia    | a’-3      | 480 kg  | 0931 mm     | + ST. LUCIA, DU HEHRE HIMMELSBRAUT, DIR SEI UNSER + LEBEN UND STERBEN ANVERTRAUT. |